# Kasper Kalule
Kasper Kalule (født 20. juni 1985) er en dansk professionel fodboldspiller, hvis primære position er på den offensive midtbane.
Kalule er søn af den tidligere ugandiske bokser, Ayub Kalule.

## Spillerkarriere
I sin ungdom har venstrekantsspilleren tidligere spillet for Akademisk Boldklub (AB) og sidenhen for Værløse Boldklub (VB). I 2001 vandt Egeskolen (med samlet omkring 60 elever) Ekstra Bladets skoleturnering med Kalule på holdet. 10 af spillerne spillede til dagligt på VBs 1. juniorhold, hvorimod Kalule spillede i AB. Kalule blev efterfølgende belønnet med Michael Laudrups teknikerpris. 
Kalule debuterede på Værløse Boldklubs førstehold den 10. september 2005 mod Hvidovre IF. Midtbanespilleren opnåede spilletid i 2. division og Danmarksserien og var med sine ni mål medvirkende til at spille klubben tilbage i divisionerne i 2006/07-sæsonen efter klubbens nedrykning i 2005/06-sæsonen. Under sin tid hos VB var Kalule i en periode i foråret 2006 ikke til rådighed for klubbens førsteholdstrup, idet han aftjente sin værnepligt i Slagelse.
Kalule underskrev en to-årig spillerkontrakt med 2. divisionsklubben Fremad Amager i vinterpausen 2007/08.. Opholdet i Fremad Amager blev dog mindre succesfuldt på grund af skader, og klubbens konkurs medførte, at Kalule blev fritstillet. Kalule skrev herefter i februar 2009 kontrakt med 2. divisionsklubben BK Glostrup Albertslund. Han skiftede i 2011 til B 1908.

## Ekstern kilde/henvisning
- Kasper Kalules spillerprofil på Transfermarkt (engelsk)
- Kasper Kalules profil hos FootballDatabase.eu (engelsk)
- Spillerprofil på fca.dk Arkiveret 2. oktober 2008 hos  Wayback Machine